# Matěj Aleš Ungar
Matěj Aleš Ungar O.Cist. (24. února 1622 Opatovice – 8. prosince 1701 Zlatá Koruna) byl v letech 1668–1701 opatem cisterciáckého kláštera Zlatá Koruna.

## Život
Narodil se v Opatovicích čp. 1. Otec Jiřík Ungar byl nazýván po usedlosti Benda. Po studiích získal titul doktora filozofie. V roce 1654 vstoupil do cisterciánského řádu zlatokorunského kláštera a o rok později zde složil řeholní sliby. Roku 1656 se stal farářem v Kájovském kostele, který opravil, rozšířil sakristii a oživil  mariánský kult. Za jeho působení patřil Kájov ke známým poutním místům v kraji.  Během roku 1661 nechal postavit novou farní budovu a dům pro kaplany.
V roce 1668 byl zvolen zlatokorunským opatem (volbě předsedal opat z kláštera v Oseku, Vavřinec Scipio). Klášter spravoval přes třicet tři let. Během svého působení se zaměřil na rekonstrukci kláštera a jeho hospodářskou stabilizaci. Ve věcech majetkových se dostal do konfliktu s Eggenbergy. Nicméně se mu podařilo klášter pozvednout natolik, že byl dáván ostatním cisterciáckým komunitám v Čechách za vzorový. Opat velmi ctil Pannu Marii a rád se jako poutník vracel do Kájova.
Zemřel 8. prosince 1701 v klášteře Zlatá Koruna v pověsti svatosti. Pohřben byl ve zdejším velkém opatském chrámu.